# Terreiro do Bate Folha
Terreiro do Bate Folha, Mansu Banduquenqué, ou Sociedade Beneficente Santa Bárbara do Bate Folha, é um terreiro de candomblé localizado em Salvador, Bahia. Foi fundado em 1916 pelo Tata Manoel Bernardino da Paixão e é atualmente presidido por Tata Muguanxi, Cícero Rodrigues Franco Lima. O terreiro possui a maior área urbana remanescente da Mata Atlântica, aproximadamente 15,5 hectares. Foi tombado pelo IPHAN em 10 de outubro de 2003.

## Origem
No ano de 1881, Salvador, Bahia, nasceu Manoel Bernardino da Paixão. Quando já contava 38 anos de idade, Bernardino foi iniciado nas tradições do Congo pelo Muxicongo (designação dos naturais do Congo), Manoel Encoce, sacerdote iniciado na África, recebendo então, a dijina de Ampumandezu.
Depois da morte de Manoel Encoce, Bernardino transferiu-se para a casa de sua amiga inseparável Maria Genoveva do Bonfim - Tuhenda diá Nzambi, mais conhecida como Maria Neném, mãe do Angola na Bahia.
Maria Neném era filha de santo de Roberto Barros Reis, escravo angolano, de propriedade da família Barros Reis, que lhe emprestou o nome pelo qual era conhecido.
A obrigação à qual Bernardino se submeteu em 13 de junho de 1910, coincidiu com a iniciação de Manoel Ciríaco de Jesus, nascido em 8 de agosto de 1892, também na Bahia, o que ocasionou a ligação estabelecida entre Bernardino e Ciríaco que, anos mais tarde, com o falecimento de seu irmão de santo mais velho, Manoel Cambambi, que na época tinha casa aberta na Bahia, Ciríaco sucedeu Cambambi, no terreiro que hoje é conhecido por Tumba Junsara.
Com o passar do tempo, Bernardino já muito famoso, fundou o Candomblé Bate Folha, situado na Mata Escura do Retiro, em Salvador, Bahia. O terreno onde está estabelecido o Candomblé, na Travessa de São Jorge, 65, é cercado de árvores centenárias e considerado o maior terreiro do Brasil que, na época, foi presenteado à Bamburucema, seu segundo muquixi, já que o primeiro era Lemba.
Desta forma fica claro que, pelas origens de Manoel Encoce, o Bate Folha é Congo e, mantém o Angola, por parte de Maria Neném.
Foi no dia 4 de dezembro de 1929 que Bernardino tirou seu primeiro barco, cujo Rianga (1º Filho da casa) foi João Correia de Mello, que também era de Lemba.

## Raiz
- Inzo Jidanji Cupapa Unçaba - Henrique Perret Neto - Tata Quitulanje iniciado por Nenguá Quitula.
- Manoel Encoce - Nação Congo
- Maria Neném - Nação Angola
- Manoel Bernardino da Paixão - 1916-
  - João Lessengue - Rio de Janeiro
- Tata Mulandure -
- Samba Diamongo (Edith Apolinária de Santana)- até 1979

## O Bate Folha do Rio de Janeiro
Por volta de 1930, João Correia de Mello, já então conhecido como João Lessengue (Lessengue), mudou-se para o Rio de Janeiro.
Ao chegar, Lessengue foi morar na Rua Navarro, no Catumbi, havendo trazido em sua companhia alguns irmãos de santo, dentre os quais, se destaca por sua atuação Mãe Ingucui, componente do terceiro barco de Bernardino.
Ingucui seria então o braço direito de Joao Lessengue na sua nova empreitada no Rio de Janeiro. Aqui, João Lessengue conheceu outras pessoas de santo em sua maioria oriunda da Bahia, passando então a participar dos rituais das diversas casas de candomblé já existentes na cidade.
Diversas personalidades importantes do candomblé faziam parte de seu círculo de amizades, como Ebomi Dila, Mãe Agripina do Opô Afonjá, Mãe Teté, Mãe Bida de Iemanjá, Joana Cruz, Joana Obasi, Mãe Andreza, Guiomar de Ogum, Mãe Damiana, Tata Fomotinho, Vicente Bancolê, Ciríaco, América, Adalgisa, Marieta, Tia Marota, Obaladê, Nair de Oxalá, Marina de Oçânhim, Nino de Ogum, Mundinho de Formigas, Otávio da Ilha Amarela, Ogã Caboclo, Álvaro do Pé-Grande, Mãe Teodora de Iemanjá, etc.
No início dos anos 1940, Lessengue comprou um terreno com aproximadamente 5.000 metros quadrados, no bairro Anchieta, fundando ali, o Bate Folha do Rio de Janeiro.
Ao longo dos anos João Lessengue tirou doze barcos, sendo o primeiro em 26 de novembro de 1944, e o último em 8 de novembro de 1969.
No dia 29 de setembro de 1970, morreu João Lessengue, o senhor do Bonfim de Anchieta.
Após o falecimento de Tata Lessengue em 1970, a roça atravessou um prolongado luto.
Foi somente em 1972, em ocasião de Luvalu (cerimônia de sucessão), que o Bate Folha do Rio de janeiro reabriu, sendo ali investida no cargo como mameto-de-inquice (sacerdote chefe), sua sobrinha e filha de santo, Mabeji - Floripes Correia da Silva Gomes, tornando-se, herdeira de seu tio Lessengue em todo o sentido da palavra.
Mameto Mabeji, baiana do bairro da Liberdade, chegou ao Rio de Janeiro para residir com o Sr. João Lessengue em 19 de outubro de 1946 e, iniciou-se no candomblé em 20 de abril de 1947. A partir desta data, Mabeji começa a fazer parte da história do Bate Folha.
Por volta dos anos 1950, em companhia de um índio Irapuru, chega ao Bate Folha o Sr. José Milagres.
Com o passar do tempo, Milagres casa-se com Mabeji e posteriormente, se confirma na casa como Pocó (sacrificador de animais) passando então a ser conhecido como Tata Nguzu-a-Nzambi, sua dijina. Dai em diante, Tata Guzu tem sido um guerreiro incansável na preservação da roça em Anchieta.
Em virtude da grande obra que está sendo feita, o Bate Folha não vem proporcionando ao público suas maravilhosas festas, realizando apenas, às obrigações internas. Ressaltando, para que fique explícito às muitas pessoas que, por não terem mais notícias das famosas festas em Anchieta, comentam que o Bate Folha acabou.
Ressaltando ainda, que em abril do ano de (1997), o Bate Folha reabriu suas portas para a grande festa do século, ocasião em que foi comemorado os 50 anos de santo de Mameto Mabeji, mãe do Congo/Angola no Rio de Janeiro.
- A direção do Painel Cultural parabeniza antecipadamente Mameto Mabeji pela dedicação de 50 anos de religiosidade, como também, parabeniza tata guzu-a-Zambi que, ao lado de sua esposa, vem mantendo a autêntica tradição Congo-Angola, legada por aqueles que se foram. Que Lemba e Nsumbo nos dêem força!
- O Terreiro do Bate Folha continua hoje sob a direção de Mameto Mabeji.
- Em 2005, o Bate Folha lançou um cd, chamado Cantigas de Angola, produzido pela Fundação Universidade de Brasília e pela Secretaria Especial de Políticas de Promoção da Igualdade Racial (SEPPIR), com o apoio do Museu da República e da Fundação Cultural Palmares, do Ministério da Cultura.

Sacerdotes do Terreiro do Bate Folha no Rio de Janeiro:
- Tateto Lessengue (João Correia de Mello)
- Mameto Mabeji - até a presente data